# Tito Tomassini
Tito Tomassini (Roma, 5 aprile 1948) è un maestro di scherma italiano, diplomatosi al 6º Corso dei Maestri dello Sport del CONI e all’Accademia Nazionale di Scherma.

## Biografia
È stato coordinatore del pentathlon moderno alle seguenti edizioni dei Giochi olimpici:
- XXII Olimpiade nel 1980 a Mosca
- XXIII Olimpiade nel 1984 a Los Angeles
- XXIV Olimpiade nel 1988 a Seul
- XXV Olimpiade nel 1992 a Barcellona

Ha allenato numerosi atleti che hanno vinto diversi Giochi olimpici con il pentathlon moderno e Campionati mondiali di scherma, tra i quali Daniele Masala, Carlo Massullo, Pierpaolo Cristofori, Cesare Toraldo, Marco Arpino.
Approdato allo spettacolo grazie al film Romeo e Giulietta, ha continuato come maestro d'armi e stuntman, facendo tra l'altro da controfigura all'attore indiano Kabir Bedi nel ruolo di Sandokan nell'omonimo sceneggiato televisivo, diretto da Sergio Sollima.